# Soldier of Fortune (videogioco 2000)
Soldier of Fortune è uno sparatutto in prima persona sviluppato dalla Raven Software e pubblicato da Activision nel 2000 per PC. Loki Software ne realizzò successivamente una versione per sistemi GNU/Linux.
Basato sulla rivista omonima, che alzò un piccolo polverone a causa della sua crudezza e del realismo delle scene, per la realizzazione furono utilizzate le esperienze del mercenario statunitense, John Mullins, che a sua volta è il personaggio utilizzato nel gioco, che ha anche prestato la sua voce e il suo nome.
Sono stati pubblicati due sequel: Soldier of Fortune II: Double Helix, del 2002, e Soldier of Fortune: Payback del 2007, quest'ultimo non sviluppato da Raven.

## Trama
John Mullins, mercenario che lavora per l'agenzia segreta The Shop, viene assoldato dal governo statunitense per scovare e distruggere un'organizzazione terroristica neonazista che ha da poco rubato quattro testate nucleari. Il giocatore si muove inizialmente in scenari urbani come metropolitane e treni, e in seguito in paesi come Russia e Iraq, insieme alla spalla Aaron "Hawk" Parsons.

## Modalità di gioco
Il gioco utilizza una versione pesantemente modificata del motore grafico id Tech 2. È stato il primo a utilizzare il sistema di danno denominato GHOUL, sviluppato dalla stessa Raven. Questo sistema suddivide il modello del nemico in 26 diverse zone (testa, busto, arti superiori e inferiori ecc), che si comportano in maniera indipendente se colpite, permettendo di smembrare gli avversari; è anche possibile disarmare il nemico sparando alla sua arma. Nel menù principale esiste una opzione per disabilitare gli elementi più violenti del gioco.

## Versioni
Una riedizione intitolata Soldier of Fortune Platinum Edition, contenente 18 nuove mappe per la modalità multiplayer, due nuove modalità di gioco, e una video-intervista a Mullins.